# Golf tại Đại hội Thể thao Đông Nam Á 2007

Golf tại Đại hội Thể thao Đông Nam Á năm 2007 diễn ra tại Bonanza Golf and Country Club, Bonanza Ranch, tỉnh Nakhon Ratchasima, Thái Lan, trong khuôn khổ SEA Games lần thứ 24 diễn ra từ ngày 10 đến 13 tháng 12 năm 2007. Môn golf bao gồm các nội dung đơn cá nhân và đồng đội cho cả nam và nữ.
Đoàn chủ nhà Thái Lan giành trọn 4 huy chương vàng ở môn golf.

## Xếp hạng theo quốc gia
| Hạng | Đoàn        | Vàng | Bạc | Đồng | Tổng |
| ---- | ----------- | ---- | --- | ---- | ---- |
| 1    | Thái Lan    | 4    | 1   | 0    | 5    |
| 2    | Philippines | 0    | 3   | 0    | 3    |
| 3    | Indonesia   | 0    | 0   | 2    | 2    |
| 3    | Malaysia    | 0    | 0   | 2    | 2    |
| Tổng | Tổng        | 4    | 4   | 4    | 12   |

## Bảng huy chương
| Nội dung     | Vàng                                                                  | Bạc                                                                      | Đồng                                                        |          |
| ------------ | --------------------------------------------------------------------- | ------------------------------------------------------------------------ | ----------------------------------------------------------- | -------- |
| Đơn nam      | Naewsuk Phiphatphong                                                  | Kiradech Aphibarnrat                                                     | M. Nazaria                                                  | chi tiết |
| Đơn nữ       | P.K. Kongkraphan                                                      | Tanpinco A I                                                             | A Bakar A                                                   | chi tiết |
| Đồng đội nam | Thái Lan Naewsuk Pipatpong Aphibarmrat K Chomchalam Varut Khrongpha T | Philippines Aunzo Ferdiand Fernando Anthony Fernando Mhark Ababa Jhonnel | Indonesia Mauludin Andik Bennita Yuniarto Hardjito Suprapto | chi tiết |
| Đồng đội nữ  | Thái Lan Kongkraphan P Kawinpakorn Y Phuntumabamrung P                | Philippines Tanpinco A I Chihiro Ikeda Regina De Guzman                  | Indonesia Jaya Lidya Ivana Suharto T Juriah Sujasmin A R    | chi tiết |